# Ciudad de la Costa
Ciudad de la Costa sorge a est della città di Montevideo, nel dipartimento di Canelones in Uruguay. Fu dichiarata città il 19 ottobre 1994.